# Lequezana
Lequezana (auch Lekhesani) ist eine Streusiedlung im Departamento Potosí im südamerikanischen Andenstaat Bolivien.

## Lage im Nahraum
Lequezana ist größter Ort des Kanton Villa El Carmen im Municipio Betanzos in der Provinz Cornelio Saavedra. Die Ortschaft und liegt auf einer Höhe von 3247 m am Zusammenfluss des Quebrada Tapial Esquina mit dem Río Khuchi Cacha, die flussabwärts den Namen Río Lekhesani tragen und zum Flusssystem des Río Pilcomayo gehören.

## Geographie
Lequezana liegt zwischen dem bolivianischen Altiplano im Westen und der Cordillera Central im Osten. Das Klima der Region ist ein typisches Tageszeitenklima, bei dem die Temperaturschwankungen im Tagesverlauf stärker ausfallen als im Jahresverlauf.
Die Jahresdurchschnittstemperatur in den Tallagen der Region beträgt etwa 17 °C (siehe Klimadiagramm Betanzos), die Monatswerte schwanken nur unwesentlich zwischen 14 °C im Juni/Juli und 19 °C von November bis Januar. Die jährliche Niederschlagsmenge liegt bei knapp 500 mm, die Monate Mai bis September sind arid mit Monatswerten unter 15 mm, nur im Januar wird ein Niederschlag von 100 mm erreicht.

## Verkehrsnetz
Lequezana liegt in einer Entfernung von 54 Straßenkilometern östlich von Potosí, der Hauptstadt des Departamentos.
An Lequezana vorbei verläuft die überregionale Nationalstraße Ruta 5, die von der Grenze zu Chile über Uyuni und Pulacayo nach Potosí führt und weiter über Betanzos und Sucre nach La Palizada im Departamento Santa Cruz. Zwanzig Kilometer östlich von Betanzos beim Weiler Villa Carmen zweigt eine unbefestigte Landstraße in südöstlicher Richtung von der Ruta 5 ab und erreicht nach weiteren drei Kilometern Lequezana.

## Bevölkerung
Die Einwohnerzahl der Ortschaft ist im vergangenen Jahrzehnt nahezu unverändert geblieben:
| Jahr | Einwohner         | Quelle       |
| ---- | ----------------- | ------------ |
| 1992 | keine Detaildaten | Volkszählung |
| 2001 | 467               | Volkszählung |
| 2010 | 470               | Volkszählung |
| 2024 |                   | Volkszählung |